# Prącie człowieka

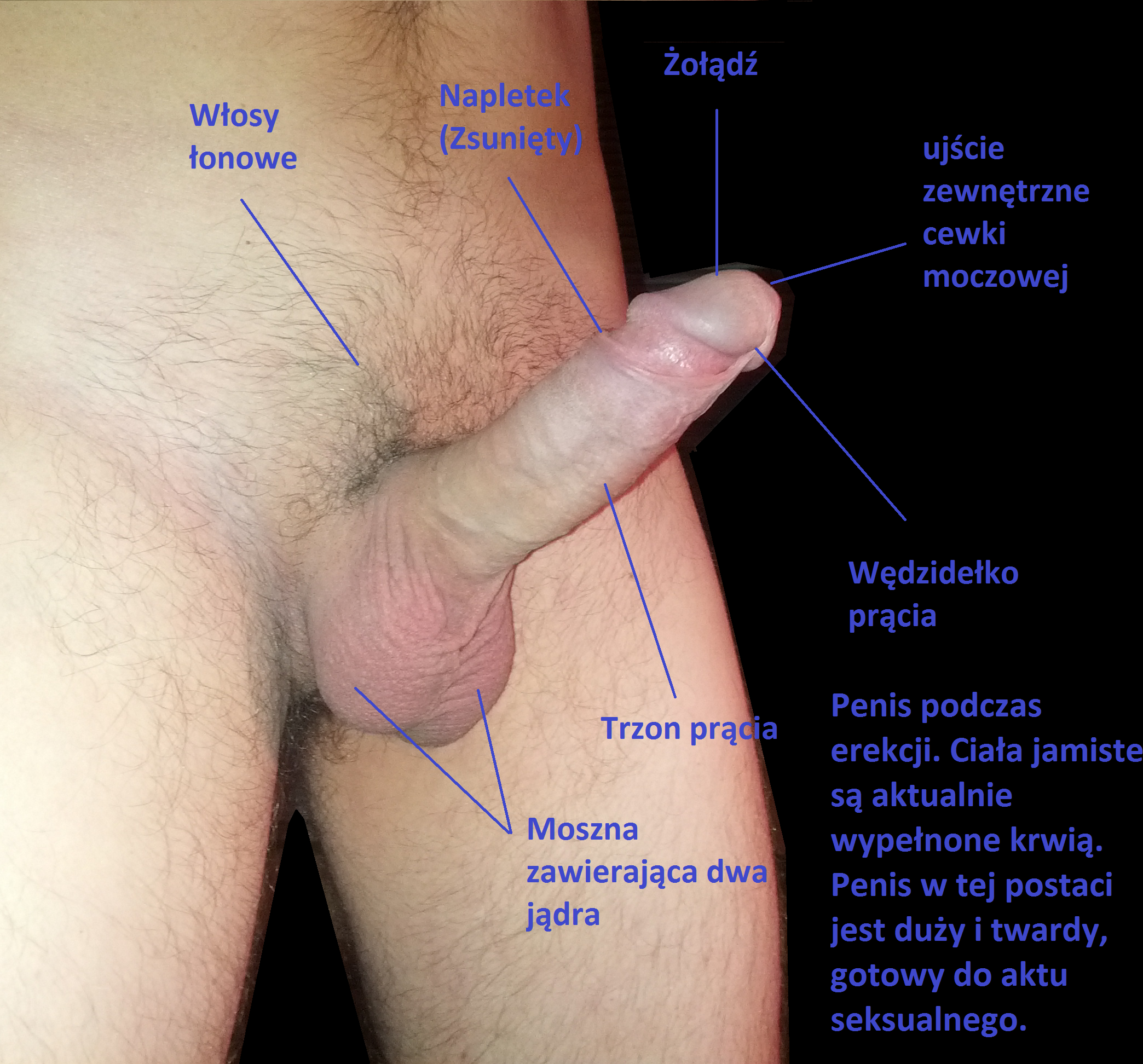

Prącie człowieka, także członek, penis – zewnętrzny męski narząd kopulacyjny człowieka rozumnego, który odpowiada również za wydalanie moczu z organizmu.

## Budowa
Wewnętrzna budowa członka składa się z trzech kolumn: dwóch ciał jamistych oraz jednego ciała gąbczastego. Na zewnątrz częściami narządu są: żołądź, napletek, wędzidełko napletkowe i ujście cewki moczowej oraz trzon, który tworzą wcześniej wymienione, wewnętrzne części.

### Żołądź
Zwieńczenie prącia, w postaci ukrwionej, bardzo wrażliwej na dotyk „główki”. Jest ona zakończeniem ciała gąbczastego przebiegającego pomiędzy dwoma ciałami jamistymi. Żołądź jest ważną męską strefą erogenną, której stymulacja doprowadza do orgazmu.

### Napletek

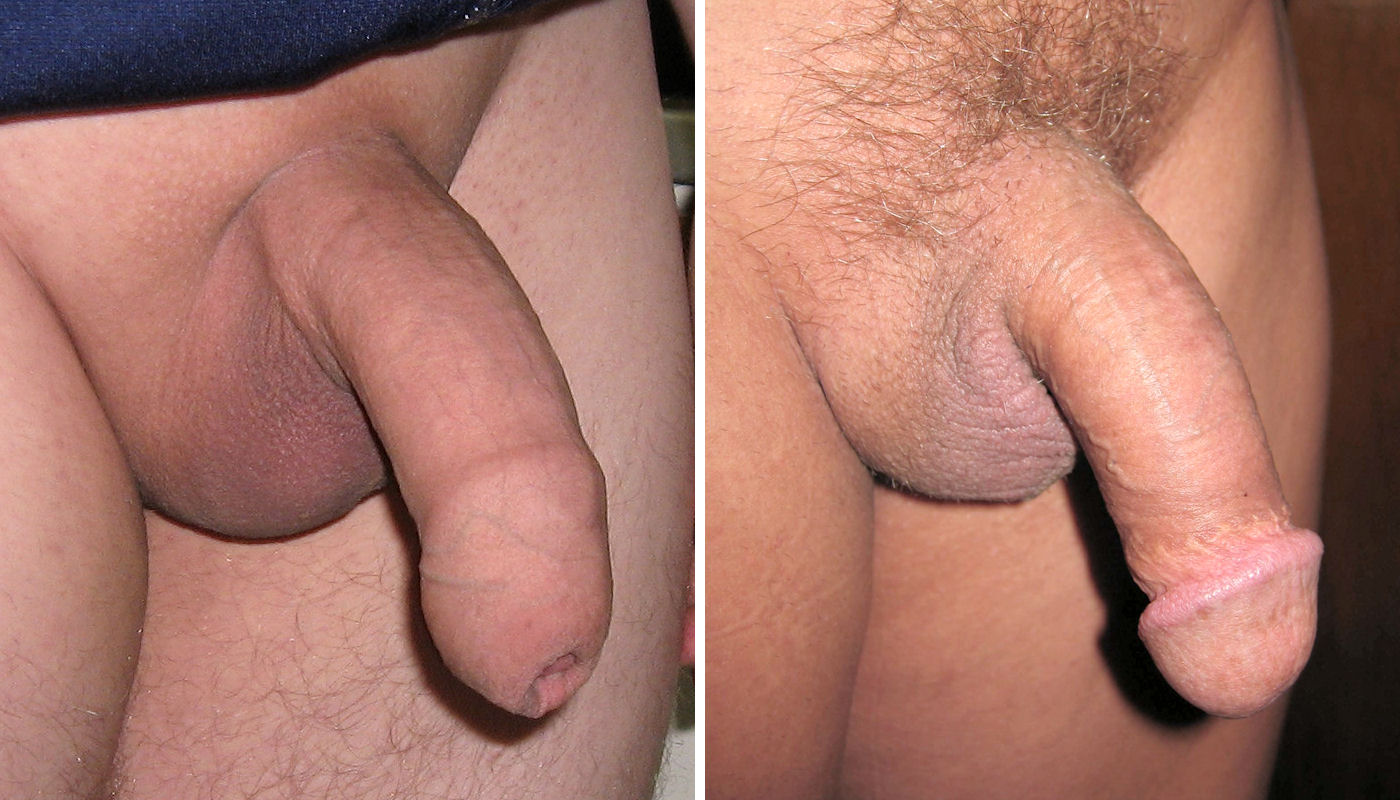
Nieobrzezany i obrzezany członek

Fałd skórny osłaniający częściowo lub całkowicie żołądź prącia. Pełni funkcje ochronne względem wędzidełka i żołędzi, zapewniając odpowiednią wilgotność i osłaniając od uszkodzeń. Może być ściągnięty za żołądź, dlatego można go zsuwać i wsuwać na prącie. Podczas wzwodu w prawidłowych warunkach napletek zsuwa się, odsłaniając bogato unerwioną żołądź. Niektórzy mężczyźni posiadają jednak dłuższy napletek przez co podczas erekcji ich żołądź nie jest w pełni osłonięta lub w większości zasłonięta. Może to utrudnić stosunek seksualny. U małych dzieci napletek jest sklejony z żołędzią (konglutynacja). Napletek może zostać usunięty przez obrzezanie. Zabieg ten wykonuje się, kiedy męski narząd dotknięty jest chorobą. Niekiedy mężczyźni poddają się obrzezaniu, żeby zwiększyć higienę członka, gdyż pod napletkiem gromadzą się resztki łoju, potu, moczu i spermy – tzw. mastka, której zapach jest intensywny i nieprzyjemny. Innym powodem może być zbyt krótkie wędzidełko napletkowe lub jego zerwanie, a także chęć poprawy jakości życia seksualnego. Odsłonięta żołądź staje się mniej podatna na bodźce dotykowe, dzięki czemu mężczyzna jest w stanie dłużej utrzymać erekcję i wydłużyć stosunek.

### Wędzidełko napletkowe
Niewielki cienki fałd skórny łączący napletek z żołędzią prącia. Znajduje się na dolnej (cewkowej) powierzchni członka i jest szczególnie czuły na dotyk. Jest jedną z wrażliwszych męskich stref erogennych.

### Ujście cewki moczowej
Cewka moczowa oraz nasieniowody doprowadzają mocz, spermę oraz niekiedy także preejakulat do ujścia cewki, przez co płyny wydostają się na zewnątrz ciała.

## Erekcja
Usztywnienie i powiększenie się członka w wyniku zwiększonego dopływu i zmniejszonego odpływu krwi z organu. Ma miejsce na skutek podniecenia seksualnego lub bodźców mechanicznych (dotykanie genitaliów) lub podczas snu, w fazie REM. W trakcie tej fazy snu zmniejsza się w organizmie wydzielanie noradrenaliny, która normalnie zwiększa ciśnienie tętnicze i w ten sposób blokuje erekcję. Erekcja umożliwia kopulację. W czasie wzwodu członek powiększa się o około 60 procent. U niektórych mężczyzn występuje impotencja, przez co mają oni problem z prowadzeniem normalnego życia seksualnego. Zaburzenia erekcji mogą także zapowiadać poważne choroby z układem krążenia.

## Średnia długość i grubość
Średnia długość prącia Europejczyka w stanie wzwodu wynosi około 13 cm (długość zazwyczaj w przedziale 11–17 cm). Odchylenia od tej normy zdarzają się bardzo rzadko. U Azjatów ta średnia jest niższa, natomiast u mieszkańców Afryki, wyższa. Zwykle synowie dziedziczą rozmiar przyrodzenia po swoich ojcach. Niektórzy mężczyźni posiadają kompleks małego członka i obawiają się, że w przyszłości nie zaspokoją pragnień swoich partnerów/partnerek. Uważają swojego członka za mniejszego niż średnia, choć zazwyczaj tak nie jest. Dodatkowo kompleksy zaczynają się już w wieku dojrzewania, a prącie rośnie zwykle do 20. roku życia. Są też mężczyźni, którzy mierzą prącie w stanie spoczynku, a ta długość nie ma nic wspólnego z długością we wzwodzie. Obwód członka w stanie erekcji to około 11–14 cm.

### Metody wydłużenia i pogrubienia
Jedyną potwierdzoną przez specjalistów możliwością powiększenia narządu jest operacja. Pierwszy jej rodzaj polega na chirurgicznym wykonaniu półowalnego cięcia brzusznego, przez które lekarz nacina więzadła mocujące prącie. W efekcie wysuwa się część cewki moczowej, która wcześniej znajdowała się pod fałdem brzusznym, a członek wydaje się być dłuższy i grubszy. Powikłaniami po zabiegu mogą być krwiaki, krwawienia oraz zakażenia genitaliów. Istnieje także zabieg mający na celu pogrubienia członka. Polega na przeszczepieniu tkanki tłuszczowej z innej partii ciała pod skórę członka. Zabieg nie jest trwały i efekty utrzymują się maksymalnie do 3 lat. Podobny efekt przynosi przeszczepienie specjalnie przygotowanego, egzogennego żelu lub kwasu hialuronowego.

## Choroby i schorzenia
- Mastka – biała maź samoistnie tworząca się pod napletkiem spowodowana brakiem higieny; wymieniana jest jako jedna z przyczyn raka prącia. Niewymywana prowadzi także do stanów zapalnych cewki moczowej, dróg moczowo-płciowych i "przerostu" prostaty[3].
- Zespół nabytego niedoboru odporności, nazywany AIDS – śmiertelna choroba spowodowana przez wirus HIV przenoszony m.in. przez kontakt seksualny.
- Chlamydie – choroba, którą można zarazić się przez kontakt seksualny (wszystkie jego rodzaje) bez prezerwatywy. Objawy zakażenia to zazwyczaj: bóle w trakcie oddawania moczu, pieczenie w cewce moczowej i śluzowo-ropny wyciek z cewki moczowej. Zakażanie może jednak przejść bezobjawowo. Powikłania mogą doprowadzić do bezpłodności. Uważa się również, że osoby chore na chlamydię są bardziej podatne na zakażenie wirusem HIV.
- Kiła – choroba przenoszona głównie drogą płciową. Osoba może być zakażona, jeśli odbywała kontakty seksualne (wszystkie jego rodzaje) bez prezerwatywy, połykała nasienie czy uprawiała rimming.
- Rzeżączka – choroba zakaźna przenoszona głównie drogą płciową, której objawami mogą być: ropny wyciek z cewki moczowej, pieczenie i ból przy oddawaniu moczu. Można się nią zarazić także w wyniku zakażenia pośredniego (np. przez używanie ręcznika zarażonej osoby,zakażoną wannę, siadanie na muszli klozetowej, na której bytują bakterie itp.), bowiem bakterie wywołujące rzeżączkę są w stanie przeżyć poza organizmem swojego właściciela aż 4 godziny. Nieleczona u mężczyzn może prowadzić do niepłodności[13].
- Zapalenie napletka/zapalenie żołędzi może pojawić się z błahych przyczyn, takich jak nadmierna lub niewystarczająca higiena intymna czy nieodpowiednie mydło. Wywołują je także niektóre infekcje narządów płciowych, co dodatkowo stanowi zagrożenie dla partnerki. Nieleczone może za sobą nieść powikłania.
- Stulejka – zwężenie ujścia napletka, które uniemożliwia (stulejka całkowita) lub utrudnia (stulejka częściowa) ściąganie napletka (we wzwodzie lub w stanie spoczynku penisa), przez co żołądź jest zasłonięta. Skutkami stulejki są m.in.: brak możliwości prawidłowego prowadzenia życia seksualnego i niemożność wymywania mastki[14].
- Załupek – niemożność sprowadzenia napletka z powrotem na żołądź prącia. Sytuacja może wystąpić w wyniku zbyt częstej aktywności seksualnej czy masturbacji. Powoduje to trudności przy oddawaniu moczu, złe ukrwienie oraz niedotlenienie tkanek[15].
- Złamanie prącia – rzadka forma urazu prącia (około 1-2% jego urazów), polegająca na przerwaniu ciągłości błony białawej ciała jamistego w trakcie wzwodu członka, najczęściej w wyniku nieostrożnego stosunku płciowego, onanizmu czy błahego urazu[16].
- Skrzywienie penisa – może być wrodzone lub nabyte. Większość przypadków, kiedy penis jest krzywy, nie wymaga leczenia. Skrzywienie prącia może powodować bolesne erekcje, a także problemy podczas stosunku. W zależności od przyczyny prostowanie penisa przeprowadza się metodami farmakologicznymi lub operacyjnie.
- Choroba Peyroniego – objawami choroby są m.in. bolesne wzwody prącia czy skrzywienie prącia podczas erekcji. Leczenie operacyjne polega na usunięciu skrzywienia prącia, w celu umożliwienia odbywania prawidłowych stosunków płciowych[17][18].
- Difalia – rzadkie schorzenie, które objawia się posiadaniem dwóch penisów. Szacuje się, że na świecie żyje 100 mężczyzn z dodatkowym prąciem[19].
- Mikropenis – rzadko występujący objaw kliniczny polegający na posiadaniu penisa, którego długość jest krótsza niż średnia. U noworodków płci męskiej urodzonych o czasie o mikropenisie mówimy, gdy długość penisa (po rozciągnięciu) wynosi mniej niż 1,9 cm, natomiast u dorosłych mężczyzn są to długości rzędu 2–4 cm (mierzone podczas wzwodu prącia). Przyczyny wystąpienia mikropenisa ciągle nie są do końca jasne i poznane. Najprawdopodobniej jest to skutek zaburzeń natury hormonalnej oraz wad genetycznych[20].
- Przedwczesny wytrysk – dysfunkcja seksualna polegająca na ejakulacji po minimalnej stymulacji seksualnej, osiągniętej wcześniej, niż mężczyzna chce. Zazwyczaj przedwczesny wytrysk dotyczy mężczyzny, który kończy stosunek seksualny po 3 minutach lub krócej.
- Impotencja – choroba dotykająca głównie mężczyzn powyżej 40. roku życia polegająca na niezdolności do wywołania czy utrzymania erekcji[21].
- Trwały wzwód – występuje np. na skutek źle wykonanej operacji powiększenia członka.
- Zakażenia opryszczkowe – małe, wypełnione surowiczym płynem pęcherzyki, które z czasem pękają i pojawiają się owrzodzenia. Opryszczkę narządów płciowych powoduje wirus, który występuje w dwóch postaciach – jeden jest przyczyną owrzodzeń wokół ust w przebiegu przeziębienia, drugi powoduje powstanie owrzodzeń wokół członka oraz odbytu. Zakażenie rozprzestrzenia się przez pocałunek oraz stosunek płciowy (wszystkie rodzaje)[22].